# 1122
1122 (MCXXII) je bilo navadno leto, ki se je po julijanskem koledarju začelo na nedeljo.

## Dogodki

### Slovenija
- 28. november - Umrlega štajerskega mejnega grofa Otokarja II. nasledi njegov sin Leopold Močni.

### Evropa
- 23. november - Wormški konkordat: po več kot pol stoletja nenehnih konfliktov in delitev glede investiture med papež Kalist II. in rimsko-nemški cesar Henrik V. končno dosežeta sporazum glede škofovskih imenovanj: cesar daje predloge, papež posvečuje. ↓
- → S sporazumom de iure preneha tudi "pontifikat" protipapeža Gregorja VIII., ki se sicer nahaja v normanskem ujetništvu v južni Italiji.
- Bitka pri Beroiji: bizantinski cesar Ivan II. Komnen popolnoma uniči pečeneško vojsko in si tisto, kar je ostalo od nje, podredi.
- Almoravidska flota napade Sicilijo.
- Rekonkvista: aragonski kralj Alfonz I. ustanovi vojaški viteški red Belchitsko bratstvo (Confraria de Belchite) za boj proti muslimanom in kolonizacijo nenaseljenih osvojenih dežel. 1123 ↔

### Azija
- Med enim od bojnih pohodov Seldžuki zajamejo edeškega grofa Joscelina I. in ga pridržijo v zameno za visoko odkupnino.
- 23. februar - Kitajska: tunguško ljudstvo Džurčen, ki je osnovalo dinastijo Jin, napade kitansko cesarstvo Laio in zavzame prestolnico.↓
- → Cesarstvo dinastije Song napade Liao istočasno z juga, vendar utrpi hude izgube in ga ostanki kitanske vojske potisnejo nazaj do prestolnice Kaifeng.↓
- → Premagana dinastija Liao se premakne na zadnjo linijo odpora proti zahodu v puščavo Ordos, da bi poiskali pomoč in varstvo pri dinastiji Zahodna Xia. Cesar dinastije Zahodna Xia Chongzong predlog zavne, saj ima Jine za premočne nasprotnike.
- Koreja: umrlega kralja iz dinastije Gorjeo Jedžonga nasledi najstarejši sin Indžong. Prva leta vodi iz ozadja politiko njegov ded po materini strani.

## Rojstva
- 14. februar - cesar Hailingwang, dinastija Jin († 1161)

Neznan datum
- Boleslav IV. Kodravi, veliki vojvoda Poljske  († 1173)
- Eleonora Akvitanska, vojvodinja, s porokama francoska in angleška kraljica († 1204)
- Friderik I. Barbarossa, rimsko-nemški cesar († 1190)

## Smrti
- 18. januar - Kristina Ingesdotter, švedska princesa in kijevska kneginja (* 11. stoletje)
- 15. maj - Jedžong, 16. korejski kralj dinastije Gorjeo (* 1079)
- 20. oktober - Ralph d'Escures, canterburyjski nadškof
- 8. november - Ilghazi, seldžuški atabeg in vojskovodja
- 28. november - Otokar II., štajerski mejni grof

Neznan datum
- Robert Menih, kronist prvega križarskega pohoda, (* 1055)
- Al-Bagavi, perzijski učenjak in pravnik (* 1042)
- Al-Hariri iz Basre, arabski pesnik, slovničar (* 1054)